# Захар'їно
Захар'їно (рос. Захарьино) — присілок Солнечногорського міського поселення у Солнечногорському районі Московської області Російської Федерації.

## Розташування
Село Захар'їно входить до складу міського поселення Солнечногорськ, воно розташовано на північ від Солнечногорська,  біля річки Лутосня, поруч із озером Сенеж. Найближчий населений пункт Федино.

## Населення
Станом на 2002 рік у селі проживала 1 людина, а в 2010 році — 0 осіб.